# Stupeň B1056 Falconu 9
Stupeň B1056 Falconu 9 byl první stupeň rakety Falcon 9 vyráběné společností SpaceX, jednalo se o jedenáctý exemplář verze Block 5. Poprvé tento první stupeň letěl v květnu 2019. Do vesmíru vynesl kosmickou loď Dragon na misi CRS-17, která dopravila zásoby na Mezinárodní vesmírnou stanici (ISS). Po vynesení nákladu se první stupeň vrátil zpět a přistál na autonomní plovoucí přistávací plošině OCISLY, která jej očekávala 19 km od pobřeží Floridy. Původně plánované přistání na přistávací ploše LZ-1 nebylo možné kvůli vyšetřování exploze kosmické lodi Crew Dragon při statickém testu motorů.
Druhý let raketového stupně B1056 se uskutečnil 25. července 2019. Do vesmíru opět vynesl nákladní kosmickou loď Dragon, tentokrát na misi CRS-18. Úspěšné přistání stupně proběhlo na přistávací ploše LZ-1. Potřetí stupeň vynášel telekomunikační satelit JCSAT-18 / Kacific-1. Let se uskutečnil 17. prosince 2019 a po úspěšném vynesení nákladu přistál B1056 na mořské platformě OCISLY.

## Historie letů
| Číslo použití | Datum startu (UTC) | Let číslo | Náklad               | Start | Místo startu | Přistání | Místo přistání    | Poznámky |
| ------------- | ------------------ | --------- | -------------------- | ----- | ------------ | -------- | ----------------- | -------- |
| 1             | 4. května 2019     | 70        | SpaceX CRS-17        |       | CCAFS SLC-40 |          | OCISLY            |          |
| 2             | 25. července 2019  | 73        | SpaceX CRS-18        |       | KSC LC-39A   |          | LZ-1              |          |
| 3             | 17. prosince 2019  | 77        | JCSAT-18 / Kacific-1 |       | CCAFS SLC-40 |          | OCISLY            |          |
| 4             | 17. února 2020     | 81        | Starlink V1 L4       |       | CCAFS SLC-40 |          | Neúspěšný: OCISLY |          |